# 王慎中
王 慎中（おう しんちゅう、1509年 - 1559年）は、明朝嘉靖年間の官僚・作家。泉州晋江市の出身。字は道思、號は遵岩居士、南江。
嘉靖八才子のリーダーで明の文学者の代表人物の一人である。
| スタブアイコン | サブスタブ | この項目は、まだ閲覧者の調べものの参照としては役立たない、人物に関連した書きかけの項目です。この項目を加筆・訂正などしてくださる協力者を求めています（P:人物伝/PJ:人物伝）。 |